# حزب جمهوری اسلامی
حزب جمهوری اسلامی، حزبی سیاسی و مذهبی بود که پس از پیروزی انقلاب اسلامی، در ۲۹ بهمن ۱۳۵۷، اعلام موجودیت کرد و از مهم‌ترین تشکل‌های سیاسی پس از آن بود که اکثریت مجلس اول و دوم و همچنین دولت‌های اول تا سوم را در دست داشت. حزب جمهوری اسلامی بر اثر اختلاف‌های داخلی اش در ۱۱ خرداد ۱۳۶۶ منحل گردید.
بنیان‌گذاران آن روحانیونی چون سید محمد حسینی بهشتی، سید عبدالکریم موسوی اردبیلی، اکبر هاشمی رفسنجانی، سید علی خامنه‌ای و محمد جواد باهنر بودند. پنج تن یادشده به همراه سید حسن آیت، اسدالله بادامچیان، عبدالله جاسبی، میرحسین موسوی، علیرضا محجوب، مهدی کروبی، حبیب‌الله عسگراولادی، سید محمود کاشانی (فرزند ابوالقاسم کاشانی)، مهدی عراقی و علی درخشان از اعضای شورای مرکزی اولیهٔ حزب جمهوری اسلامی بودند. یکی از مخالفان مهم این حزب، احمد مفتی زاده بوده‌است.

## شاخه دانش آموزی حزب
به‌طور خاص فعالیت در حوزه دانش‌آموزی برای مسئولان حزب اهمیت ویژه‌ای داشت. هر سه دبیرکل حزب جمهوری اسلامی (بهشتی، باهنر و خامنه ای) روحیات آموزشی و تربیتی داشتند. شاخه دانش آموزی حزب در شهرهایی همچون اصفهان فعالیت زیادی داشت به طوری که در دبیرستان صائب، هنرستان ابوذر، دبیرستان مفتح، دبیرستان نیلفروش‌زاده و دبیرستان ادب هسته دانش آموزی تشکیل شده بود.

## انفجار در دفتر مرکزی حزب جمهوری اسلامی

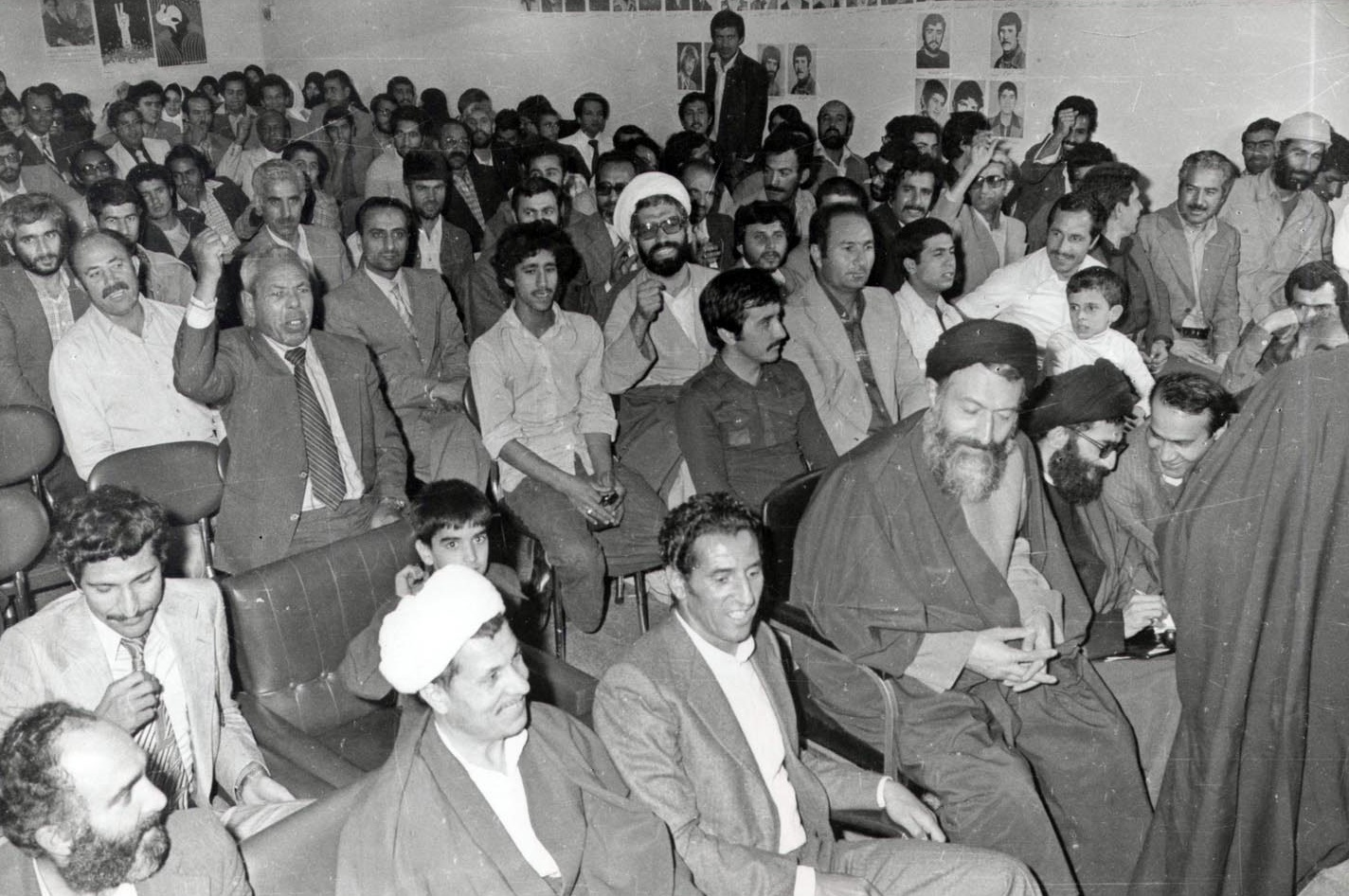
یکی از جلسات حزب جمهوری اسلامی

حزب جمهوری اسلامی، مهم‌ترین تشکل ایجاد شده توسط حاکمیت و روحانیت در برابر دیگر تشکل‌های سیاسی مانند نهضت آزادی ایران، حزب توده و سایر گروه‌های چپگرا یا ملی‌گرا در نخستین دهه حیات جمهوری اسلامی بود. حادثهٔ انفجار در دفتر مرکزی حزب جمهوری اسلامی در ۷ تیر ۱۳۶۰، که به‌وسیلهٔ سازمان مجاهدین خلق صورت گرفت، منجر به کشته شدن تعداد زیادی از اعضای اصلی این حزب شد. دبیرکل حزب جمهوری اسلامی، سید محمد بهشتی بود که در این حادثه به همراه ده‌ها تن از اعضای این حزب کشته شد. پس از بهشتی، محمدجواد باهنر جایگزین وی گشت اما تنها دو ماه بعد و در هشتم شهریور همان سال، او نیز در مقام نخست‌وزیری به همراه محمد علی رجایی، رئیس‌جمهور وقت، در حادثه انفجار دفتر نخست‌وزیری جان باخت. از آن هنگام تا زمان تعطیلی حزب، سید علی خامنه‌ای رهبر کنونی جمهوری اسلامی ایران، دبیرکلی این حزب را به‌عهده داشت.
در سال ۱۳۶۳ با تأیید اعضای شورای مرکزی عبدالله جاسبی به‌عنوان قائم‌مقام دبیرکل شروع به فعالیت کرد. با توجه به حضور رهبران حزب در دولت عملاً اداره امور اداری و اجرایی حزب توسط جاسبی صورت می‌پذیرفت.

## تعطیلی حزب جمهوری اسلامی
در۱۱ خرداد سال ۱۳۶۶ با درخواست دو نفر از رهبران اصلی حزب جمهوری اسلامی، اکبر هاشمی رفسنجانی و سید علی خامنه ای به طرفیت از شورای مرکزی حزب جمهوری اسلامی و تأیید خمینی، به سبب اختلاف‌های داخل حزبی در خرداد ماه ۱۳۶۶ تعطیل شد. گفته می‌شود عامل اصلی انشقاق در این حزب، تضاد آراء و اندیشه‌های اعضای حزب پیرامون نوع نگرش اقتصادی در اداره جامعه بوده‌است.
متن نامه اکبر هاشمی رفسنجانی و سیدعلی خامنه‌ای
«اکنون به فضل الهی نهادهای جمهوری اسلامی تثبیت شده و سطح آگاهی و درک سیاسی آحاد ملت انقلاب را از جهات عدیده آسیب‌ناپذیر ساخته و روشن‌بینی و توکل و قوت اراده آن رهبر عالیقدر و فداکاری و آمادگی مردم حزب‌الله توطئه‌های ضدانقلاب داخلی و استکبار جهانی را بی‌اثر و کم خطر نموده‌است؛ لذا احساس می‌شود که وجود حزب، دیگر آن منافع و فواید آغاز کار را نداشته، و بلعکس، ممکن است تحزب در شرایط کنونی بهانه‌ای برای ایجاد اختلاف و دودستگی و موجب خدشه در وحدت و انسجام ملت گردد، و حتی نیروها را صرف مقابله با یکدیگر و خنثی‌سازی یکدیگر کند؛ لذا، همان‌طور که قبلاً نیز کراراً عرض شد، شورای مرکزی پس از بحث و بررسی مبسوط و مستوفا با اکثریت قاطع به این نتیجه رسید که مصلحت کنونی انقلاب در آن است که «حزب جمهوری اسلامی» تعطیل و فعالیت‌های آن به کلی متوقف گردد.»
پاسخ خمینی به نامه مشترک رهبران حزب جمهوری اسلامی:
«بسمه تعالی
جنابان حجج الاسلام آقای خامنه ای و آقای هاشمی- دام توفیقهما.
موافقت می‌شود. لازم است تذکر دهم که حضرات آقایان مؤسسین محترم حزب، مورد علاقه اینجانب می‌باشند. امیدوارم همگی در این موقع حساس با اتفاق و اتحاد در پیشبرد مقاصد عالیه اسلام و جمهوری اسلامی کوشا باشید. ضمناً تذکر می‌دهم که اهانت به هر مسلمانی چه عضو حزب باشد یا نه برخلاف اسلام و تفرقه‌اندازی در این موقع از بزرگ‌ترین گناهان است. والسلام علیکما و رحمة الله.
۱۱ خرداد ۶۶
روح‌الله الموسوی الخمینی»

## ارگان حزب جمهوری اسلامی
روزنامه جمهوری اسلامی به مدیر مسئولی مسیح مهاجری، روزنامهٔ رسمی این حزب بود که پس از انحلال حزب نیز به فعالیتش ادامه داد و هنوز هم در حال انتشار است. نخستین مدیر مسئول این روزنامه سید علی خامنه‌ای بود و در حال حاضر روزنامه‌ای میانه‌رو به‌شمار می‌رود.